# ヒュミル

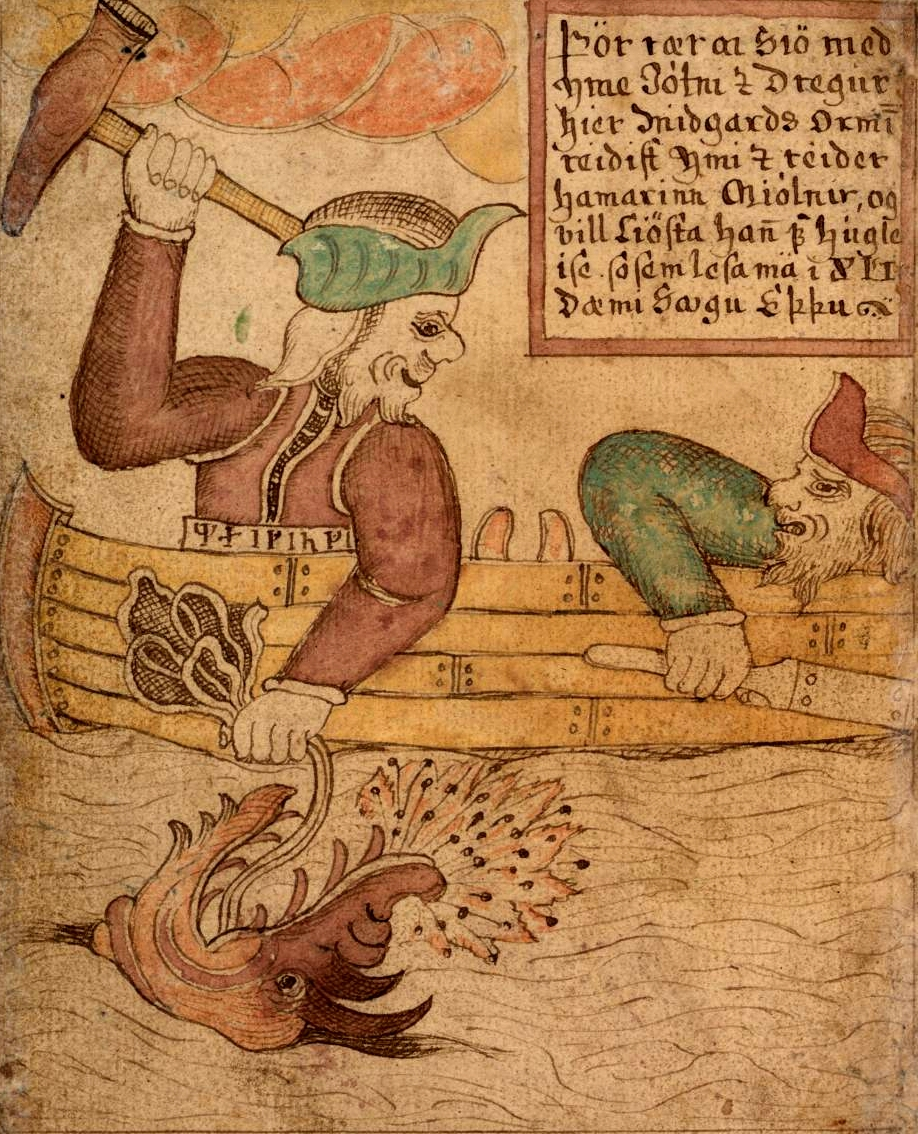
18世紀のアイスランド語写本『SÁM 66』の挿絵

ヒュミル（古ノルド語: Hymir）とは、北欧神話のトールのミズガルズの大蛇釣りにまつわる伝承に登場する海の巨人である。
これを題材とした文献は複数存在し、『スノッリのエッダ』の「ギュルヴィたぶらかし」や、『古エッダ』の「ヒュミルの歌」のほか、ブラギ・ボッダソンの「ラグナル頌歌」、ウルヴ・ウッガソンの「御館頌歌」にも異説が伝わっている。また、アルトナ石碑などのルーン石碑にも、トールとミズガルズの大蛇の対決をモチーフとした線刻画が描かれている。
ヒュミルについては「海の巨人」ということ自体は変わらないものの、最低でも二通りの人物造形がある。

## 『スノッリのエッダ』におけるヒュミル

### トールとの出会い
トールがある日若者に変装しこの巨人を釣りに誘う。
巨人ヒュミルは変装したトールが神であることを知らなかった。
そしてヒュミルはトールに餌を持ってくるよう提案する。

### トールと世界蛇
トールは特別な牡牛の中でも一番大きい牛の頭を切り取り、それを餌としてヒュミルと共に海へ出た。そしてトールが釣り糸を投げ、まもなく餌にミズガルズの大蛇がかかり、トールは神力（アースメギン）をふるって、ミズガルズの大蛇を海上へ引き寄せることに成功し、ハンマーで世界蛇を叩こうとした瞬間に、ヒュミルは恐れをなして竿の糸を切ってしまい、大蛇は海中へと帰っていった。
トールは激怒し、ヒュミルを海に叩き落とした。

## 『古エッダ』の『ヒュミルの歌』におけるヒュミル

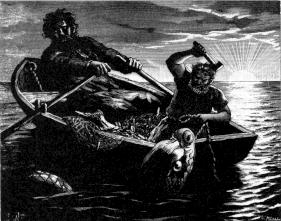
『詩のエッダ』の1893年のスウェーデン語の版より、Fredrik Sander が描いた挿絵。

### トールとの出会い
トールはテュールと共にエール酒を醸造するのに必要な大釜を手に入れるため、エーリヴァーガル川の東の天の縁にある巨人の館を訪問する。
そこで彼らは夕食をとることになる。
彼らは用意されていた3頭の牛のうち2頭をたいらげてしまう。
ヒュミルが「家にもう食べ物が残っていない」と文句を言うと、トールはヒュミルを釣りに誘う。沖へ出るとヒュミルは鯨を釣り上げたが、トールはヨルムンガンドを釣り上げこれをミョルニルで撃ち沈めた。

### 釣りの後の話
館に帰るとヒュミルはトールに課題を出した。
内容は「絶対に割ることができない杯を割ってみろ」というもので、その杯は床に落としてもまた手の中に戻るという貴重なものであった。
トールは巨人の妻を味方につけて弱点を聞き、見事割ることに成功する。

### 館から出るトール
トールは当初の目的である大釜を持ち上げてそのまま館を出る。
トールは大勢の巨人に追われるがハンマーで巨人たちを殺害してしまう。